# Їржи Немець
Їржи Немець (чеськ. Jiří Němec, нар. 15 травня 1966, Пацов) — чеський футболіст, що грав на позиції півзахисника. По завершенні ігрової кар'єри — тренер.
Виступав, зокрема, за клуб «Шальке 04», а також національну збірну Чехії.
Дворазовий чемпіон Чехословаччини. Дворазовий володар Кубка Німеччини. Володар Кубка УЄФА.

## Клубна кар'єра
У дорослому футболі дебютував 1981 року виступами за команду клубу «Динамо» (Чеські Будейовиці), в якій провів шість сезонів, взявши участь у 58 матчах чемпіонату.
Згодом з 1987 по 1993 рік грав у складі команд клубів «Дукла» (Прага) та «Спарта» (Прага). Протягом цих років двічі виборював титул чемпіона Чехословаччини.
Своєю грою за останню команду привернув увагу представників тренерського штабу клубу «Шальке 04», до складу якого приєднався 1993 року. Відіграв за клуб з Гельзенкірхена наступні дев'ять сезонів своєї ігрової кар'єри. Більшість часу, проведеного у складі «Шальке», був основним гравцем команди.
Протягом 2002—2004 років захищав кольори клубів «Хмел», «Спарта» (Прага) та «Вікторія» (Жижков).
Завершив професійну ігрову кар'єру в команді «Спарта» II, за яку виступав протягом 2004—2005 років.

## Виступи за збірні
У 1990 році дебютував в офіційних матчах у складі національної збірної Чехословаччини, а з 1994 року грав за збірну Чехії. Протягом кар'єри у національній команді провів 84 матчі за обидві збірні, забивши 1 гол.
У складі збірної був учасником чемпіонату Європи 1996 року в Англії, де разом з командою здобув «срібло», розіграшу Кубка конфедерацій 1997 року у Саудівській Аравії, на якому команда здобула бронзові нагороди, чемпіонату Європи 2000 року у Бельгії та Нідерландах, чемпіонату світу 1990 року в Італії.

## Кар'єра тренера
Розпочав тренерську кар'єру невдовзі по завершенні кар'єри гравця, 2007 року, очоливши тренерський штаб клубу «Дукла» (Прага). Наразі досвід тренерської роботи обмежується цим клубом.

## Титули і досягнення

### Командні
- Чемпіон Чехословаччини (2):

«Спарта» (Прага): 1990-1991, 1992-1993
- Володар Кубка Чехословаччини (2):

«Спарта» (Прага): 1989-1990, 1991-1992
- Володар Кубка Німеччини (2):

«Шальке 04»: 2000-2001, 2001-2002
- Володар Кубка УЄФА (1):

«Шальке 04»: 1996-1997
- Віце-чемпіон Європи: 1996

### Особисті
- Футболіст року у Чехії: 1997
- Золотий м'яч (Чехія): 1997